# سان ماتئو (آراگوا)
سان ماتئو (به اسپانیایی: San Mateo) یک شهر در ونزوئلا است که در ایالت آراگوآ واقع شده‌است. سان ماتئو ۳۸٬۰۶۲ نفر جمعیت دارد و ۵۱۷ متر بالاتر از سطح دریا واقع شده‌است.